# Haemaphysalis toxopei
Haemaphysalis toxopei este o specie de căpușe din genul Haemaphysalis, familia Ixodidae, descrisă de Warburton în anul 1927. Conform Catalogue of Life specia Haemaphysalis toxopei nu are subspecii cunoscute.